# August Czarnynoga
August Czarnynoga (ur. 13 września 1905 w Lipinach, zm. 3 października 1986 w Świętochłowicach) – powstaniec śląski, członek ruchu oporu, śląski kronikarz. Zasłużony działacz PTTK.
Urodził się jako jeden z trzech synów Józefa i Pauliny z Szołtysków. Pod pruskim zaborem ukończył szkołę ludową - języka polskiego w mowie i w piśmie uczył się w domu rodzinnym z polskiego elementarza i modlitewnika. W latach 1920–1922 pracował jako robotnik w Zakładach Cynkowych "Silesia", w roku 1919 został członkiem Towarzystwa Gimnastycznego "Sokół", a rok później Towarzystwa Wycieczkowego "Jaskółka" - w organizacjach tych pod pretekstem wycieczek i zajęć sportowych prowadzono aktywną działalność polityczną, nasiloną zwłaszcza w okresie poprzedzającym plebiscyt na Górnym Śląsku. 
Jako 16-letni chłopiec uczestniczył w pracach Polskiego Komisariatu Plebiscytowego w Lipinach, a w roku 1921 wstąpił do Polskiej Organizacji Wojskowej i jako kurier brał udział w II i III powstaniach śląskich. Był kurierem 10. Pułku Piechoty im. Karola Gajdzika i w jego szeregach w maju 1921 r. wyruszył na front. Po kilku dniach walki pod Januszkowicami zginął jego ojciec, August Czarnynoga powrócił więc do Lipin i dalej pełnił kurierską służbę.
Następnie w latach 1923-1939 pracował w kancelarii Wydziału Zdrowia Publicznego Urzędu Wojewódzkiego w Katowicach. Dalej działał w Polskiej Organizacji Wojskowej, w Związku Obrony Kresów Zachodnich, w Związku Byłych Powstańców Śląskich i w innych organizacjach. Przed wybuchem drugiej wojny światowej był jednym z organizatorów Powstańczej Straży Obywatelskiej w Lipinach, a następnie członkiem, uczestnicząc w zabezpieczaniu miejscowości i w obronie granic przed oddziałami Freikorpsu na odcinku Chebzie - Godula - Lipiny.
W czasie wojny ukrywał się w lasach pszczyńskich przed terrorem hitlerowskim, był członkiem ruchu oporu najpierw Polskich Sił Zbrojnych, a później Armii Krajowej, przyjmując pseudonim "Bez". Na kilka dni przed wkroczeniem Armii Czerwonej znów zorganizował grupę Polaków w celu zabezpieczenia przed zniszczeniem miejscowej kopalni "Matylda" i Zakładów Cynkowych. Już w styczniu 1945 r. przystąpił do organizowania urzędu gminnego i został pierwszym naczelnikiem tego urzędu, utworzył też Straż Bezpieczeństwa Lipin, a następnie Milicję Obywatelską. Ze względu na swoje umiejętności organizacyjne August Czarnynoga został skierowany do Kędzierzyna w celu stworzenia polskiej administracji. Po wykonaniu zadania w Kędzierzynie wrócił do Lipin i podjął pracę w Zakładach Cynkowych "Silesia", a później w Hucie "Pokój", w której pracował aż do emerytury. Zmarł w 1986 roku, a jego grób znajduje się na cmentarzu przy kościele w Lipinach.

## Działalność turystyczna
W roku 1926 wstąpił do Polskiego Towarzystwa Tatrzańskiego. Od samego początku istnienia tej organizacji był członkiem Polskiego Towarzystwa Turystyczno-Krajoznawczego. W 1954 roku uzyskał uprawnienia przewodnika beskidzkiego, a później terenowego i miejskiego po Górnośląskim Okręgu Przemysłowym. 14 czerwca 1985 został Honorowym Członkiem PTTK. Patronuje żółtemu szlakowi turystycznemu, łączącemu Chorzów z Rudą Śląską.

## Działalność kronikarska
Opisywał dzieje historyczne Lipin i regionu. Jest autorem takich opracowań, jak:
- Ludność Lipin Śląskich w walkach trzech powstań śląskich,
- Powstanie i rozwój szkolnictwa w Lipinach Śląskich,
- Urząd Pocztowy w Lipinach Śląskich - 100 lat. 1873-1973,
- Kronika Towarzystwa Gimnastycznego "Sokół" w Lipinach Śląskich.

## Odznaczenia
- Krzyż na Śląskiej Wstędze Waleczności i Zasługi,
- Honorowa Odznaka Plebiscytowa,
- Krzyże Zasługi w stopniu srebrnym i złotym,
- Krzyż Kawalerski Orderu Odrodzenia Polski,
- Order Krzyża Grunwaldu,
- Medal „Polska Swemu Obrońcy”,
- Medal Niepodległości,
- Medal Zwycięstwa i Wolności,
- Medal "Za służbę w administracji Rzeczypospolitej Polskiej",
- Medal 30-lecia Polski Ludowej.